# Notwane Football Club
Il Notwane Football Club è una società calcistica del Botswana con sede nella città di Gaborone.
Fondato nel 1965, il club milita nella Premier League, la massima divisione del campionato botswano di calcio.

## Palmarès

### Competizioni nazionali
- Campionati botswani: 3

1978, 1996, 1998
- Coppe del Botswana: 3

1995, 1997, 2006

### Altri piazzamenti
- Orange Kabelano Charity Cup:

Finalista: 2002, 2006

## Partecipazioni nella CAF Champions League
- CAF Champions League: 3 partecipazioni

1997 - Primo Turno
1999 - Turno preliminare
2000 - Turno preliminare